# Biggie Kapeta
Biggie Kapeta fue un escultor de Zimbabue, nacido el año 1956 y fallecido el 1999.

## Datos biográficos
Era sobrino de Sylvester Mubayi, con quien se formó como escultor; y más tarde pasó dos años como artista en residencia en el Parque de Escultura Chapungu, en Harare donde algunos de sus trabajos pueden verse en exposición. 
Fue el maestro de Sydney Majengwa.